# Topología de los complementos numerables
En matemáticas, la topología de los complementos numerables o topología conumerable es una topología definida sobre un conjunto {\displaystyle X} en la que un conjunto es abierto si su complementario es numerable. Simbólicamente, {\displaystyle \tau _{conum}=\{U\subseteq X\ :\ X\setminus U} es numerable {\displaystyle \}\cup \{\emptyset \}}.

## Propiedades
- Todo conjunto {\displaystyle X} con la topología conumerable es Lindelöf, es decir, todo recubrimiento abierto admite un subrecubrimiento numerable.

- Un subconjunto de {\displaystyle X} con la topología conumerable es compacto si y sólo si es finito.

- Un conjunto {\displaystyle X} infinito no numerable con la topología conumerable es hiperconexo, y por tanto conexo, localmente conexo y pseudocompacto.